# Stoneville
Stoneville est une ville américaine située dans le comté de Rockingham en Caroline du Nord. En 2010, sa population était de 1 056 habitants.

## Démographie
| 1880 | 1890 | 1910 | 1920 | 1930 | 1940 |
| ---- | ---- | ---- | ---- | ---- | ---- |
| 100  | 115  | 404  | 472  | 564  | 615  |

| 1950 | 1960 | 1970  | 1980  | 1990  | 2000  |
| ---- | ---- | ----- | ----- | ----- | ----- |
| 786  | 951  | 1 030 | 1 054 | 1 109 | 1 002 |

| 2010  | - | - | - | - | - |
| ----- | - | - | - | - | - |
| 1 056 | - | - | - | - | - |

## Traduction
- (en) Cet article est partiellement ou en totalité issu de l’article de Wikipédia en anglais intitulé « Stoneville, North Carolina » (voir la liste des auteurs).